# Partit Demòcrata (Corea del Sud, 2015)
El Partit Demòcrata (PD or PDC; en coreà: 더불어민주당), anteriorment conegut com a Nova Aliança Política per a la Democràcia (NAPD; 새정치민주연합) és un partit polític liberal-centrista de Corea del Sud. Juntament amb el seu principal rival, el Partit del Poder Popular (PPP), formen els dos principals partits del país.

## Història
El 26 de març de 2014 es va fundar la NAPD a partir de la fusió de dos grups: l'efímer Partit Demòcrata, que va ser la principal força d'Opposition durant la seva curta existència, i un grup independent liderat per Ahn Cheol-soo. Els dos presidents respectius, l'ex-ministre Kim Han-gil i Ahn Cheol-soo, van assumir conjuntament el lideratge fins a les eleccions parcials de juliol del mateix any, quan fruit dels pobres resultats van dimitir del seu càrrec, assumint la presidència un comitè d'emergència.
El 7 de febrer de 2015 s'escolliria a Moon Jae-in, que havia estat Cap de gabinet del President Roh Moo-hyun, com a nou líder del partit, el que provocaria tensions internes per les acusacions d'excés d'influència de l'expresident Roh Moo-hyun en el partit. Com a conseqüència de la guerra oberta entre faccions del NAPD, el partit patiria una baixada de suport en intenció de vot a les enquestes, passant d'un 40 al 30%. Per a superar la crisi, Moon proposaria a finals d'any compartir la presidència amb Roh, però aquest insistiria en la celebració d'un congrés per escollir un nou líder. Després de la negativa de Moon, Roh Moo-hyun i la seva facció marxarien del partit, els quals es fusionarien amb un altre grup dissident liderat per Chun Jung-bae, creant així el Partit Popular.
A finals d'any i després de l'escissió, el NAPD modificaria el seu nom a l'actual Partit Demòcrata, i Moon dimitiria del càrrec el 27 de gener de 2016. El nou líder escollit seria Kim Chong-in, ex-diputat i ex-ministre de Salut i Benestar sota la presidència de Roh Tae-woo. Kim tractaria de combatre la influència de la facció de l'ex-president Roh Moo-hyun en el partit, començant per seleccionar la llista de candidats per a les eleccions legislatives de 2016. Les renovades tensions provocarien que Kim Chong-in plantegés la seva renúncia al març, però després d'una reunió amb Moon Jae-in es mantindria al càrrec per intentar modificar la imatge del partit. Malgrat la crisi interna i la pèrdua de vots cap al Partit Popular, el PD aconseguiria la primera posició amb 123 diputats, un més que el principal oponent Partit Saenuri. Després de la victòria, Kim anunciaria que el partit es centraria en el seu enfocament del benestar al creixement econòmic i la reforma estructural.
Al 2017 es celebrarien eleccions presidencials anticipades després de l'impeachment a la Presidenta Park Geun-hye. En aquestes s'escolliria al candidat demòcrata Moon Jae-in com a nou president de Corea del Sud amb un ampli marge. Tanmateix, a les eleccions legislatives de 2020 el partit, a través de la coalició Partit de la Plataforma, aconseguiria una victòria aclaparadora amb 180 diputats, mentre que l'Opposition patiria els pitjors resultats conservadors des de 1960.
L'etapa de victòries del PD s'aturaria amb els resultats de les eleccions parcials de 2021 i amb la derrota a les eleccions presidencials de 2022, quan el candidat Yoon Suk Yeol, del Partit del Poder Popular, aconseguiria vèncer als demòcrates per un estret marge de 0.73% dels vots, el més ajustat de la història del país.
A principis de 2023 el partit escolliria com a nou líder a l'ex-candidat presidencial de 2022 Lee Jae-myung amb el 77.7%. Al moment de l'elecció, Lee estava sota investigació per l'Oficina del Fiscal Suprem per corrupció i suborn durant l'etapa com a alcalde de Seongnam. Com a resultat, es va emetre una ordre de detenció que va ser rebutjada per una votació a l'Assemblea Nacional el 21 de febrer. Amb tot, va provocar una nova crisi interna per l'impacte que suposava per a la imatge del partit.
El 22 de setembre es va celebrar una nova moció a l'Assemblea Nacional que va prosperar amb 149 vots a favor i 136 en contra. Així, les faccions moderades i anti-Lee del PD van instar-lo a dimitir del càrrec de President del partit, mentre eren assenyalats pels seus seguidors per haver-se aliat amb l'Opposition. En enquestes d'opinió, els participants van rebutjar la moció amb un 45.1% davant el 44.6% a favor, però quan es limitava als votants del PD els resultats eren un 83.2% en contra de l'aprovació de la moció.
Més recentment, el 2 de gener de 2024 Lee Jae-myung patiria un intent d'assassinat després d'una conferència de premsa a l'aeroport de Gadeokdo, a Busan. L'individu li va demanar un autògraf abans d'apunyalar-lo al costat esquerre del coll, sent enregistrat en directe per emissores coreanes.

## Election results

### Eleccions presidencials
| Any  | Candidat      | Vots       | %     | Resultat |
| ---- | ------------- | ---------- | ----- | -------- |
| 2017 | Moon Jae-in   | 13,423,800 | 41.09 | Electe   |
| 2022 | Lee Jae-myung | 16,147,738 | 47.83 | Derrota  |

### Eleccions legislatives
| Any  | Líder         | Circum.    | Circum. | Circum.   | Circum. | Llista    | Llista | Llista  | Llista | Escons    | Escons | Pos. | Govern   |
| Any  | Líder         | Vots       | %       | Escons    | +/-     | Vots      | %      | Escons  | +/-    | No.       | +/–    | Pos. | Govern   |
| ---- | ------------- | ---------- | ------- | --------- | ------- | --------- | ------ | ------- | ------ | --------- | ------ | ---- | -------- |
| 2016 | Kim Chong-in  | 8,881,369  | 37      | 110 / 253 | Nou     | 6,069,744 | 25.55  | 13 / 47 | Nou    | 123 / 300 | Nou    | 1r   | Oposició |
| 2020 | Lee Hae-chan  | 14,345,425 | 49.91   | 163 / 253 | 53      |           |        |         |        | 180 / 300 | 40     | 1r   | Govern   |
| 2024 | Lee Jae-myung | 14,758,083 | 50.48   | 161 / 254 | 2       |           |        |         |        | 176 / 300 | 4      | 1r   | Oposició |

### Eleccions Locals
| Any  | Líder                     | Governadors | Provincials | Alcaldes  | Regidors      |
| ---- | ------------------------- | ----------- | ----------- | --------- | ------------- |
| 2014 | Kim Han-gil Ahn Cheol-soo | 9 / 17      | 349 / 789   | 78 / 226  | 1.157 / 2.898 |
| 2018 | Choo Mi-ae                | 14 / 17     | 652 / 824   | 151 / 226 | 1.638 / 2.927 |
| 2022 | Park Ji-hyun Yoon Ho-jung | 5 / 17      | 322 / 872   | 63 / 226  | 1.348 / 2.987 |

### Eleccions Parcials
| Any       | Líder                     | Diputats | Governadors | Alcaldes | Regidors provincials | Regidors |
| --------- | ------------------------- | -------- | ----------- | -------- | -------------------- | -------- |
| 2014 (I)  | Kim Han-gil Ahn Cheol-soo | 4 / 15   | N/D         | N/D      | N/D                  | 0 / 1    |
| 2014 (II) | Moon Hee-sang             | N/D      | N/D         | N/D      | N/D                  | 0 / 2    |
| 2015 (I)  | Moon Jae-in               | 0 / 4    | N/D         | N/D      | 0 / 1                | 2 / 7    |
| 2015 (II) | Moon Jae-in               | N/D      | N/D         | 0 / 1    | 2 / 9                | 0 / 14   |
| 2016      | Kim Chong-in              | N/D      | N/D         | 3 / 8    | 9 / 17               | 11 / 26  |
| 2017 (I)  | Choo Mi-ae                | 0 / 1    | N/D         | 1 / 3    | 1 / 7                | 5 / 19   |
| 2017 (II) | Choo Mi-ae                | N/D      | N/D         | N/D      | 1 / 1                | 2 / 4    |
| 2018      | Choo Mi-ae                | 11 / 12  | N/D         | N/D      | N/D                  | N/D      |
| 2019      | Lee Hae-chan              | 0 / 2    | N/D         | N/D      | N/D                  | 0 / 3    |
| 2020      | Lee Hae-chan              | N/D      | N/D         | 5 / 8    | 6 / 17               | 15 / 33  |
| 2021      | Kim Tae-nyeon             | N/D      | 0 / 2       | 0 / 2    | 2 / 8                | 2 / 9    |
| 2022 (I)  | Song Young-gil            | 0 / 5    | N/D         | N/D      | N/D                  | N/D      |
| 2022 (II) | Park Ji-hyun Yoon Ho-jung | 2 / 7    | N/D         | N/D      | N/D                  | N/D      |
| 2023 (I)  | Lee Jae-myung             | 0 / 1    | N/D         | 0 / 1    | 0 / 2                | 2 / 4    |
| 2023 (II) | Lee Jae-myung             | N/D      | N/D         | 1 / 1    | N/D                  | N/D      |
| 2024 (I)  | Lee Jae-myung             | N/D      | N/D         | 1 / 2    | 11 / 17              | 15 / 26  |
| 2024 (II) | Lee Jae-myung             | N/D      | N/D         | 2 / 4    | N/D                  | N/D      |